# Madnal, Kushtagi
Madnal là một làng thuộc tehsil Kushtagi, huyện Koppal, bang Karnataka, Ấn Độ.